# Kjell-Erik Karlsson
Kjell-Erik Karlsson, född 4 februari 1946 i Våxtorps församling i Hallands län, är en svensk papperstekniker[källa behövs] och politiker (vänsterpartist).
Karlsson var ordinarie riksdagsledamot 1998–2006, invald för Hallands läns valkrets.
I riksdagen var han ledamot i miljö- och jordbruksutskottet 1998–2006. Han var även suppleant i bostadsutskottet och deputerad i sammansatta utrikes-, miljö- och jordbruksutskottet.
Karlsson är utbildad papperstekniker på Rikspappersskolan i Markaryd i Småland. Han blev uppmärksammad för sin arbetsrättskonflikt 1993/1994 med Södra Skogsägarnas Värö bruk, en konflikt som baserade sig på yttrandefrihet och miljöfrågor.[källa behövs]
Karlsson och hans sex syskon föddes i södra Halland i byn Tormarp på ett lantbruk. Hans föräldrar var Enok Karlsson (1910–1995) och Annie Gunborg Karlsson (född Johansson, 1910–1994).